# Rafting
Rafting er en fritidsaktivitet, der handler om at navigere på en flod med en åre (eng: raft). Aktiviteten udføres som regel i en strømfyldt flod, hvor vandet på grund af mange sten og forhindringer er kraftigt oppisket. Sporten er blevet udviklet siden 1970'erne. Åren benyttes til at padle eller styre båden.
I rafting er en flods vanskelighed rangeret efter følgende skala:
1. Stille vand.
2. Vandet i bevægelse. Få eller ingen forhindringer.
3. Stærk strøm med forhindringer og bølger, hvor manøvring er nødvendig.
4. Stærk strøm med store bølger og vanskelige passager. Manøvring er vanskelig og der er risiko for at båden vender rundt.
5. Ekstremt vanskelig og kun for specielt øvede.
6. Umulig og farlig at rafte.

- Wikimedia Commons har flere filer relateret til Rafting

| Sport | Spire Denne artikel om sport er en spire som bør udbygges. Du er velkommen til at hjælpe Wikipedia ved at udvide den. |